# 宮崎通之助

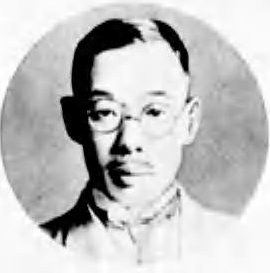
宮崎通之助

宮崎 通之助（みやざき みちのすけ、1880年（明治13年）8月6日 - 1964年（昭和39年）9月17日）は、日本の内務・警察官僚。官選愛媛県知事、静岡市長。

## 経歴
後の静岡県有渡郡大里村（現静岡市）出身。宮崎政吉の長男として生まれる。静岡県静岡尋常中学校に学び、第二高等学校を卒業。1906年7月、東京帝国大学法科大学法律学科（独法）を卒業。同年11月、文官高等試験行政科試験に合格。逓信省に入省。1907年、内務省に転じ京都府属となる。
以後、福島県事務官、島根県事務官・警察部長、宮城県警察部長、北海道庁警察部長、警視庁警務部長などを歴任。
1921年6月、愛媛県知事に就任。県会多数派の政友会の後援で県政を運営したが、中央の政友会が分裂した影響で1924年6月に休職となり、1926年6月23日、休職満期となり退官。1927年5月、内務省土木局長に就任して復帰し、1929年7月まで在任し退官した。
その後、静岡市長を1931年3月から1933年1月まで、さらに1944年9月から1946年11月までと二期務めた。終戦後に公職追放となった。

## 親族
- 義兄 宮崎友太郎 - 実業家、衆議院議員。